# Patrik Rikl
Patrik Rikl (Bradenton, 6 de enero de 1999) es un tenista profesional estadounidense nacionalizado checo.

## Títulos ATP (2; 0+2)

### Dobles (2)
| Leyenda                         |
| Grand Slam (0)                  |
| ATP Wourld Tour Finals (0)      |
| ATP Masters 1000 World Tour (0) |
| ATP World Tour 500 series (0)   |
| ATP World Tour 250 series (2)   |

| N.º | Fecha               | Torneo    | Superficie    | Pareja     | Oponentes en la final            | Resultado           |
| --- | ------------------- | --------- | ------------- | ---------- | -------------------------------- | ------------------- |
| 1.  | 5 de abril de 2025  | Marrakech | Tierra batida | Petr Nouza | Hugo Nys Édouard Roger-Vasselin  | 6-3, 6-4            |
| 2.  | 26 de julio de 2025 | Kitzbühel | Tierra batida | Petr Nouza | Neil Oberleitner Joel Schwärzler | 1-6, 7-6(3), [10-5] |

#### Finalista (1)
| N.º | Fecha                 | Torneo    | Superficie | Pareja     | Oponentes en la final         | Resultado |
| --- | --------------------- | --------- | ---------- | ---------- | ----------------------------- | --------- |
| 1.  | 20 de octubre de 2024 | Estocolmo | Dura (i)   | Petr Nouza | Harri Heliövaara Henry Patten | 5-7, 3-6  |

## Títulos ATP Challenger (6; 0+6)

### Dobles (6)
| Nr. | Fecha                    | Torneo                | Superficie    | Pareja         | Finalistas                       | Resultado Final     |
| --- | ------------------------ | --------------------- | ------------- | -------------- | -------------------------------- | ------------------- |
| 1.  | 29 de octubre de 2023    | Challenger de Ortisei | Dura (i)      | Andrew Paulson | Maximilian Neuchrist Jakub Paul  | 4-6, 7-6(7), [11-9] |
| 2.  | 10 de febrero de 2024    | Nottingham            | Tierra batida | Petr Nouza     | Antoine Escoffier Joshua Paris   | 6-3, 7-6(3)         |
| 3.  | 25 de febrero de 2024    | Tenerife              | Tierra batida | Petr Nouza     | Sander Arends Sem Verbeek        | 6-4, 4-6, [11-9]    |
| 4.  | 3 de agosto de 2024      | San Marino            | Tierra batida | Petr Nouza     | Théo Arribagé Orlando Luz        | 1-6, 7-5, [10-6]    |
| 5.  | 7 de septiembre de 2024  | Sevilla               | Tierra batida | Petr Nouza     | George Goldhoff Fernando Romboli | 6-3, 6-2            |
| 6.  | 21 de septiembre de 2024 | Bad Waltersdorf       | Tierra batida | Petr Nouza     | Guido Andreozzi Sriram Balaji    | 6-4, 4-6, [10-5]    |